# Beck – Sjukhusmorden
Beck – Sjukhusmorden är en svensk thriller från 2015 som hade premiär på Video on Demand på filmkanalen C More First den 28 mars 2015. Detta är den fjärde filmen i den femte omgången med Peter Haber och Mikael Persbrandt i huvudrollerna.

## Handling
Sonen till en nyligen avliden ALS-patient anklagar sin mors läkare för att ha orsakat hennes död. Kort därefter dödsstörtar läkaren från sjukhusets tak. Vad som först tros vara ett självmord visar sig snabbt vara ett mord.

## Rollista (urval)
Återkommande:
- Peter Haber – Martin Beck
- Mikael Persbrandt – Gunvald Larsson
- Jonas Karlsson – Klas Fredén
- Måns Nathanaelson – Oskar Bergman
- Ingvar Hirdwall – grannen
- Rebecka Hemse – Inger
- Anna Asp – Jenny Bodén
- Elmira Arikan – Ayda Cetin
- Åsa Karlin – Andrea Bergström
- Anu Sinisalo – Gunilla Urst

Gästroller i detta avsnitt:
- Peter Schildt – Rolf Urst
- Mårten Svedberg – Petter Lindvall
- Johan Holmberg – Johan Fors
- Gunilla Backman – Eva Fors
- Amanda Renberg – Sofie Fors
- Gunilla Nyroos – klinikchefen
- Camilla Bendix – Vibeke, läkare
- Lisa Henni – Frida
- Evin Ahmad – Sara
- Sara Huss – advokaten
- Elisabeth Nordkvist – Birgitta
- Bengt C.W. Carlsson – Sven